# Список дипломатичних місій у Хорватії

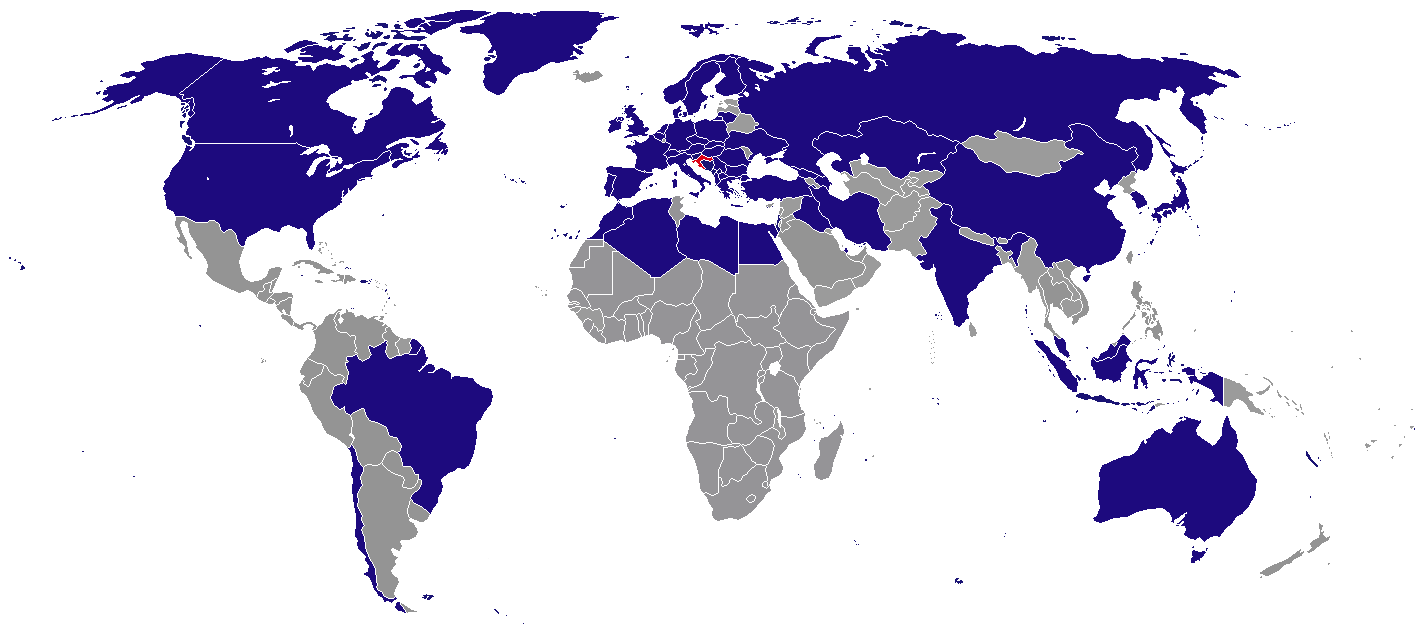
Країни, які мають посольство в Хорватії.

Нижче представлений список дипломатичних місій в Хорватії. Наразі в столиці Хорватії Загребі знаходяться посольства 54 держав. Ще деякі держави мають акредитованих послів у столицях інших держав, в основному у Відні, Будапешті та Римі. Окрім того, в Хорватії є 16 генеральних консульств і 69 почесних консульств.

## Посольства

### Європа
- Австрія
- Азербайджан
- Албанія
- Бельгія
- Болгарія
- Боснія і Герцеговина
- Ватикан
- Велика Британія
- Греція
- Данія
- Ірландія
- Іспанія
- Італія
- Косово
- Мальтійський орден
- Нідерланди
- Німеччина
- Норвегія
- Польща
- Португалія
- Північна Македонія
- Росія
- Румунія
- Сербія
- Словаччина
- Словенія
- Туреччина
- Угорщина
- Україна (Посольство України в Хорватії)
- Фінляндія
- Франція
- Чехія
- Чорногорія
- Швейцарія
- Швеція

### Інші країни
- Австралія
- Алжир
- Бразилія
- Єгипет
- Ізраїль
- Індія
- Індонезія
- Іран
- Казахстан
- Канада
- Катар
- КНР
- Лівія
- Малайзія
- Марокко
- Південна Корея
- США
- Чилі
- Японія

## Консульства
Всі консульства, окрім позначених курсивним шрифтом, є почесними консульствами

### Загреб
- Буркіна-Фасо
- Вірменія
- Естонія
- Ємен
- Ісландія
- Йорданія
- Кіпр
- Кот-д'Івуар
- Латвія
- Мальта
- Мексика
- Монако
- Монголія
- Намібія
- Нова Зеландія
- Оман
- ПАР
- Перу
- Сан-Марино
- Сирія
- Судан
- Таїланд
- Туніс
- Філіппіни
- Шрі-Ланка

### Спліт
- Австрія
- Велика Британія
- Данія
- Ірландія
- Італія
- Мальта
- Мексика
- Нідерланди
- Росія
- Словаччина
- Словенія
- Угорщина
- Україна
- Фінляндія
- Франція
- Чилі
- Швейцарія
- Швеція
- Японія

### Дубровник
- Албанія
- Бельгія
- Данія
- Іспанія
- Італія
- Казахстан
- Нідерланди
- Норвегія
- Угорщина
- Фінляндія
- Франція
- Чорногорія
- Швеція

### Рієка
- Австрія
- Білорусь
- Данія
- Італія
- Марокко
- Норвегія
- Північна Македонія
- Румунія
- Сербія
- Фінляндія
- Чилі
- Швеція

### Осієк
- Албанія
- Німеччина
- Словаччина
- Угорщина

### Інші міста
- Італія: Бує
- Албанія: Вараждин
- Сербія: Вуковар
- Північна Македонія: Задар
- Україна: Малинська
- Нідерланди: Опатія
- Польща: Опатія
- Італія: Пула
- Росія: Пула
- Швейцарія: Пула
- Литва: Старий Град
- Казахстан: Умаг

## Акредитовані посольства

### Відень
- Ангола
- Антигуа і Барбуда
- Беліз
- Білорусь
- Болівія
- Буркіна-Фасо
- Венесуела
- Вірменія
- Ємен
- Ірак
- Кіпр
- Колумбія
- Коста-Рика
- Кот-д'Івуар
- Куба
- Лаос
- Литва
- Ліван
- Монголія
- Намібія
- Оман
- Сальвадор
- Туніс
- Філіппіни

### Будапешт
- Аргентина
- В'єтнам
- Грузія
- Еквадор
- Латвія
- Мексика
- Молдова
- Нігерія
- ПАР
- Таїланд

### Рим
- Гана
- Замбія
- Йорданія
- Лесото
- Малі
- Монако
- Нова Зеландія
- Судан
- Танзанія

### Берлін
- Ісландія
- Люксембург
- Малаві
- ОАЕ
- Шрі-Ланка

### Інші міста
- Андорра: Андорра-ла-Велья
- М'янма: Брюссель
- Перу: Бухарест
- Північна Корея: Бухарест
- Туркменістан: Бухарест
- Мальта: Валлетта
- Бангладеш: Гаага
- Бенін: Женева
- Непал: Женева
- Ботсвана: Лондон
- Гамбія: Лондон
- Панама: Пірей
- Естонія: Прага
- Кувейт: Прага
- Сан-Марино: Сан-Марино
- Пакистан: Сараєво
- Саудівська Аравія: Сараєво

## Представництва міжнародних організацій
- Європейський Союз
- Європейський інвестиційний банк
- Управління Верховного комісара ООН у справах біженців
- Міжнародний трибунал щодо колишньої Югославії
- Всесвітня організація охорони здоров'я
- ЮНІСЕФ
- Міжнародна організація з міграції
- Європейський банк реконструкції та розвитку
- Світовий банк
- Міжнародна комісія з питань річки Сава
- RACVIAC (знаходиться в місті Ракитє)

## Галерея

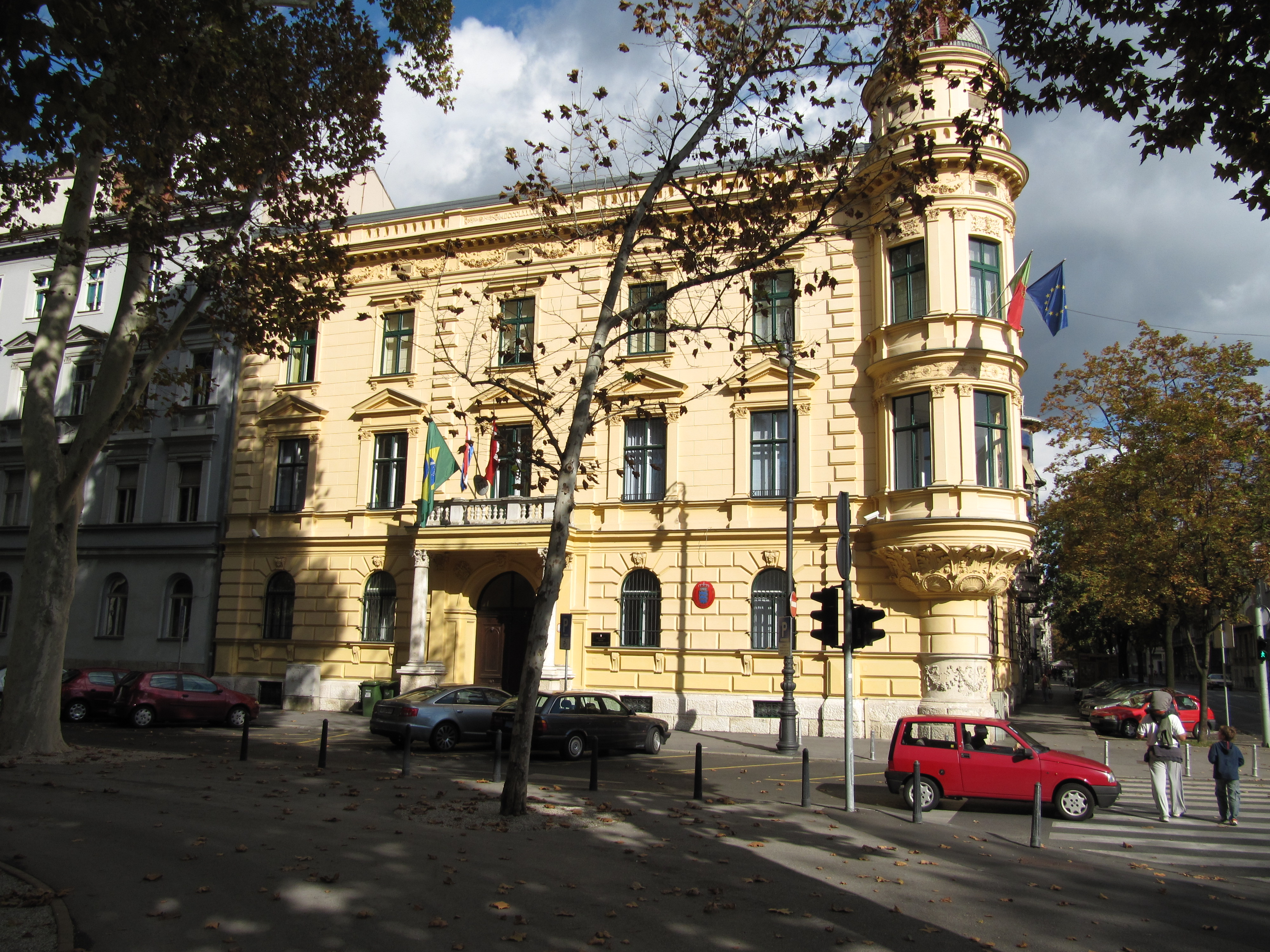
Посольство Бразилії, Данії та Португалії
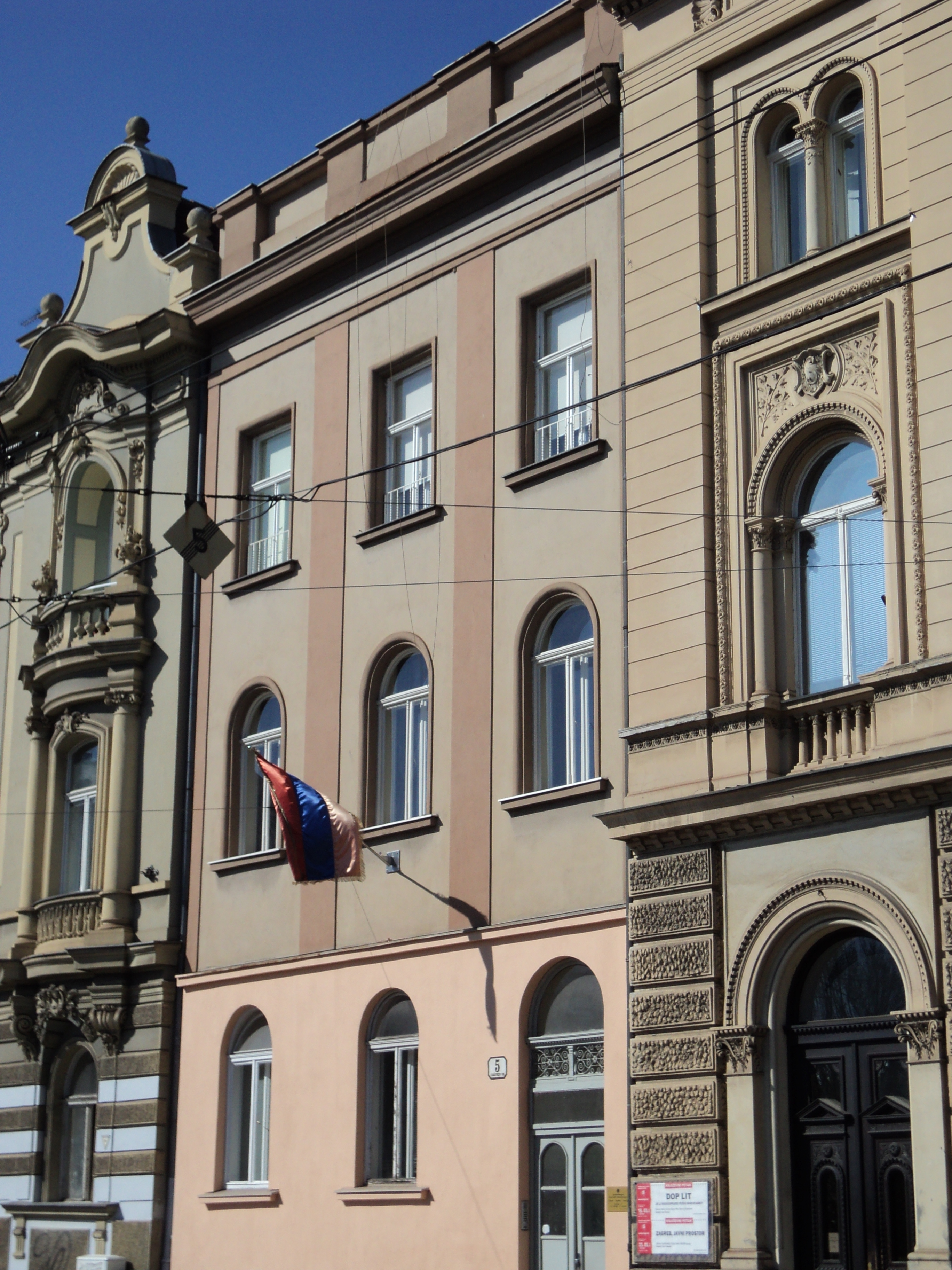
Посольство Вірменії
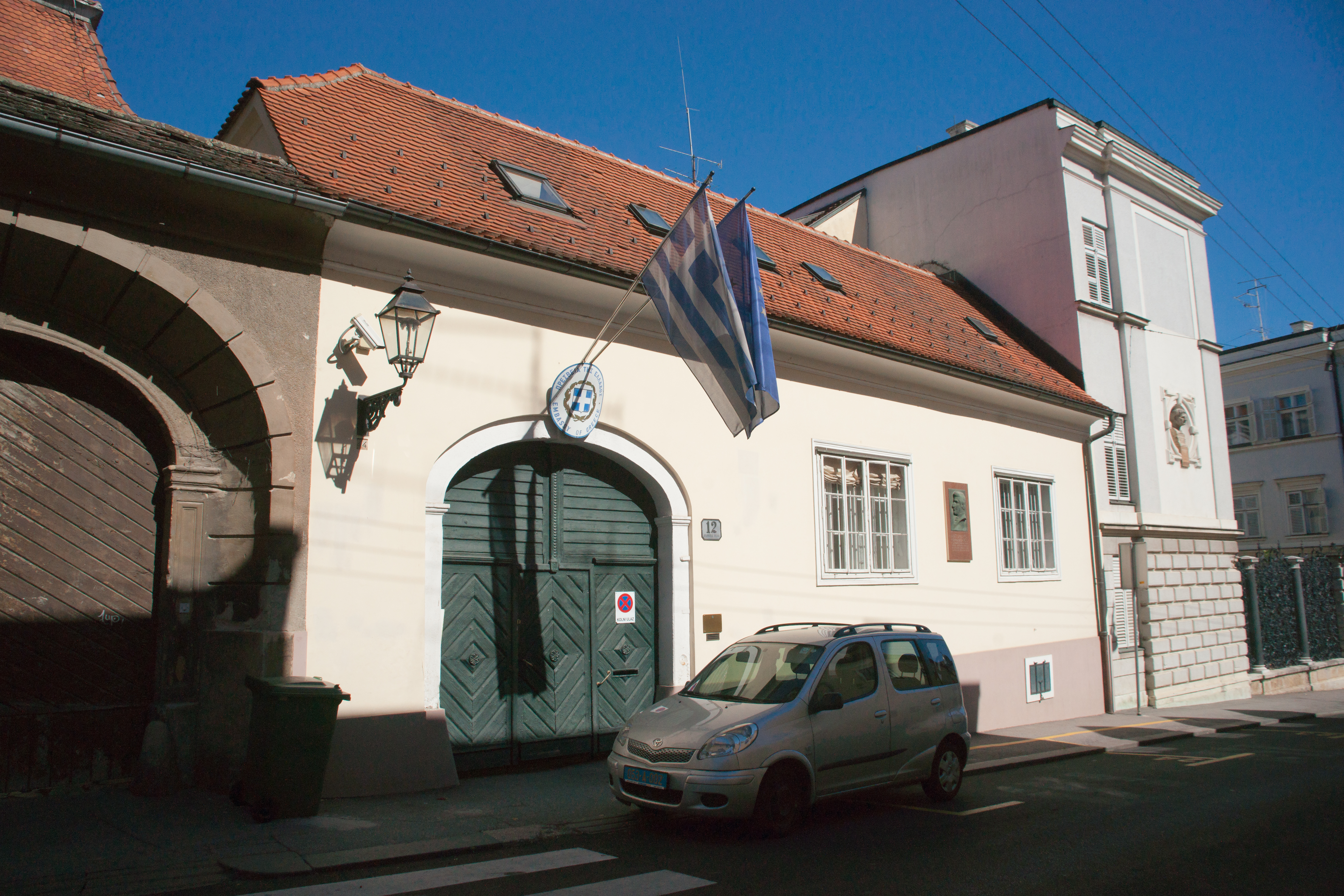
Посольство Греції
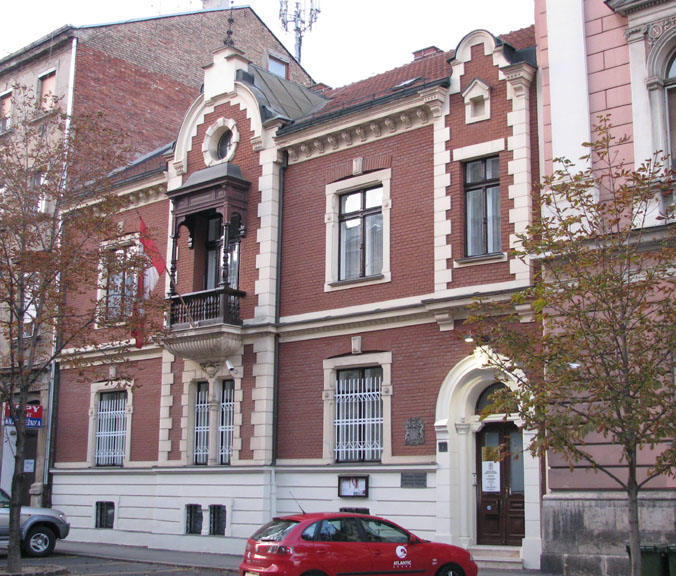
Посольство Канади
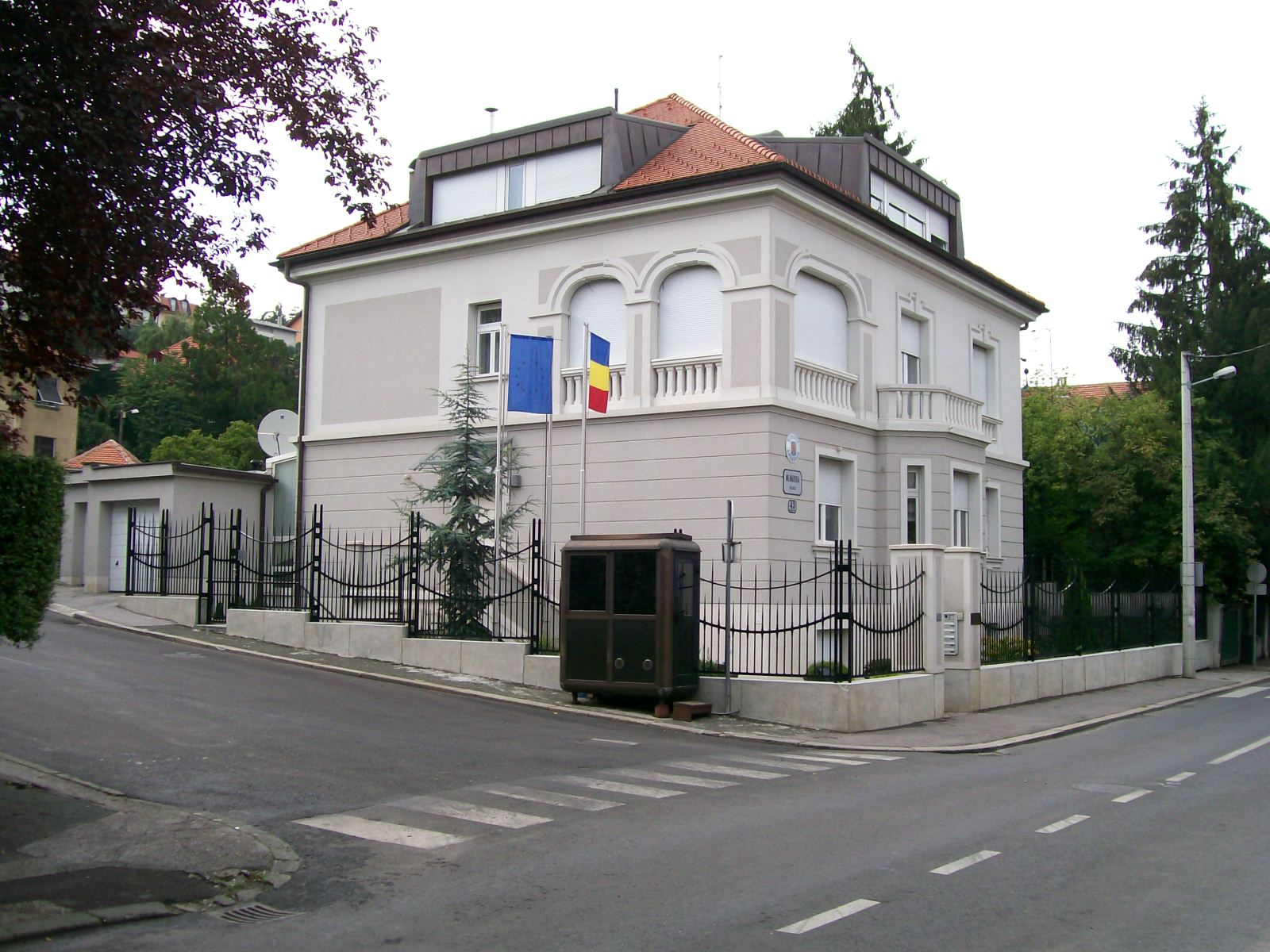
Посольство Румунії
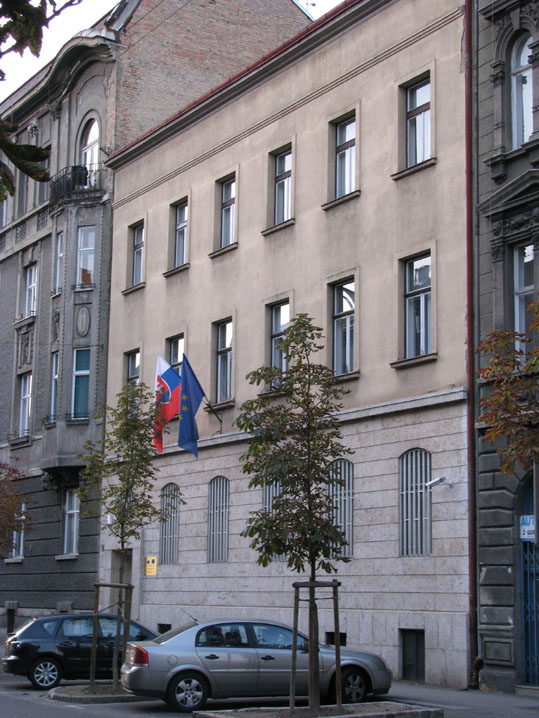
Посольство Словаччини
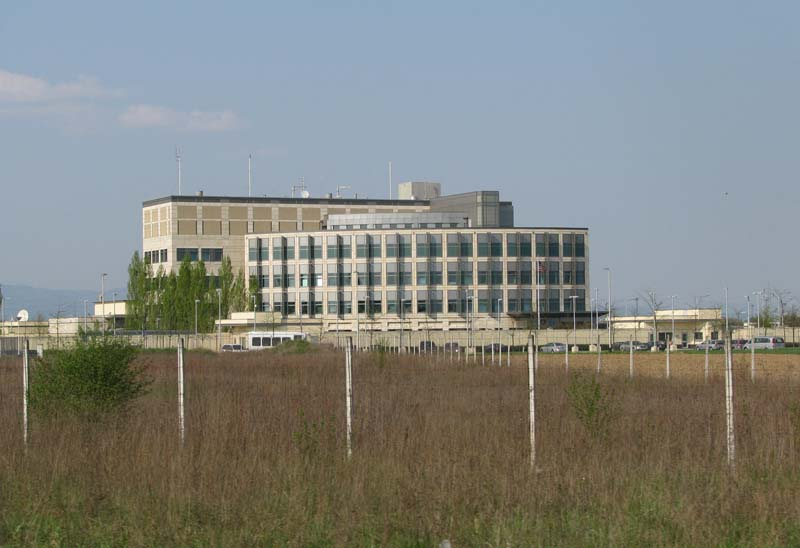
Посольство США
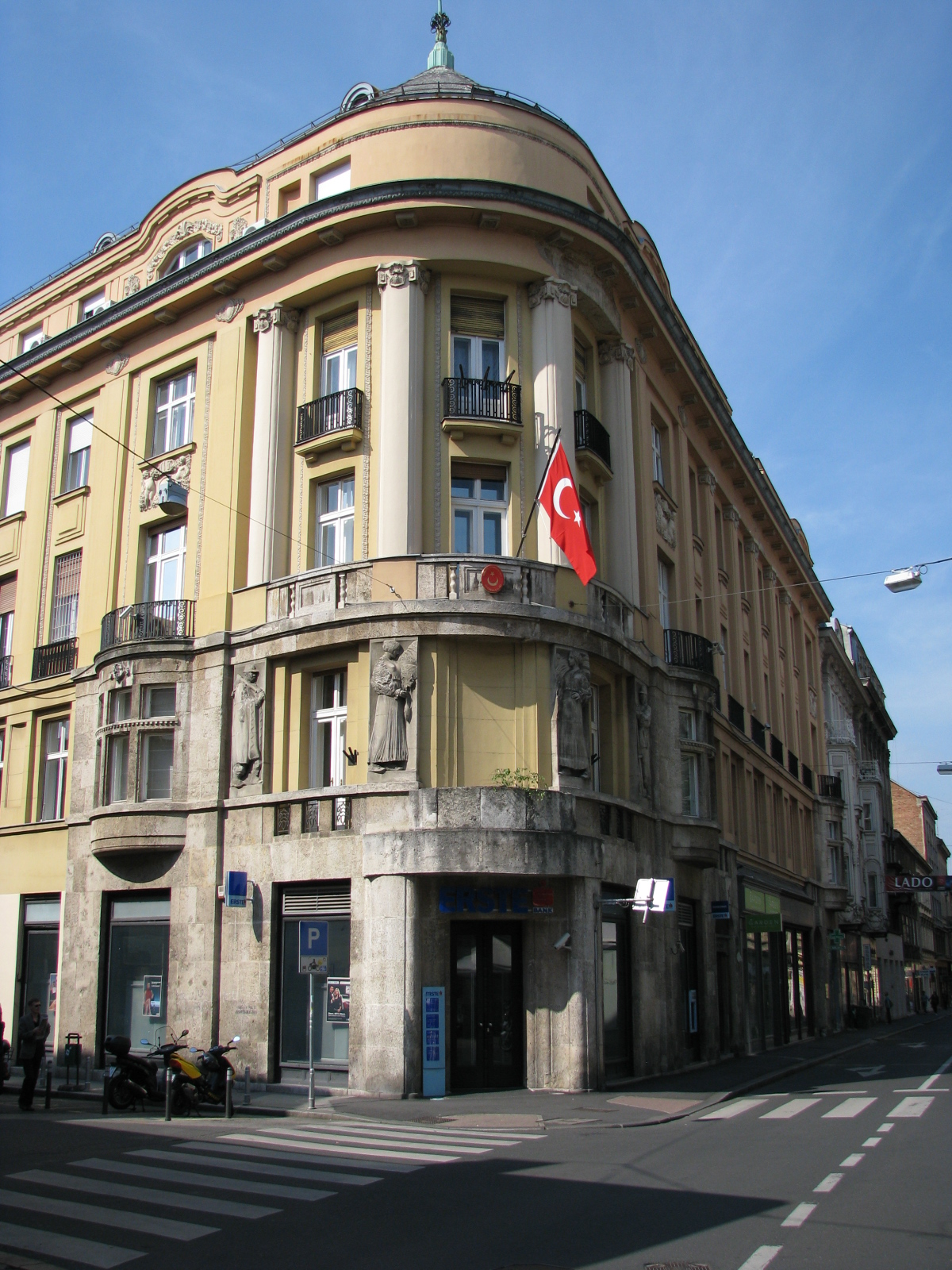
Посольство Туреччини
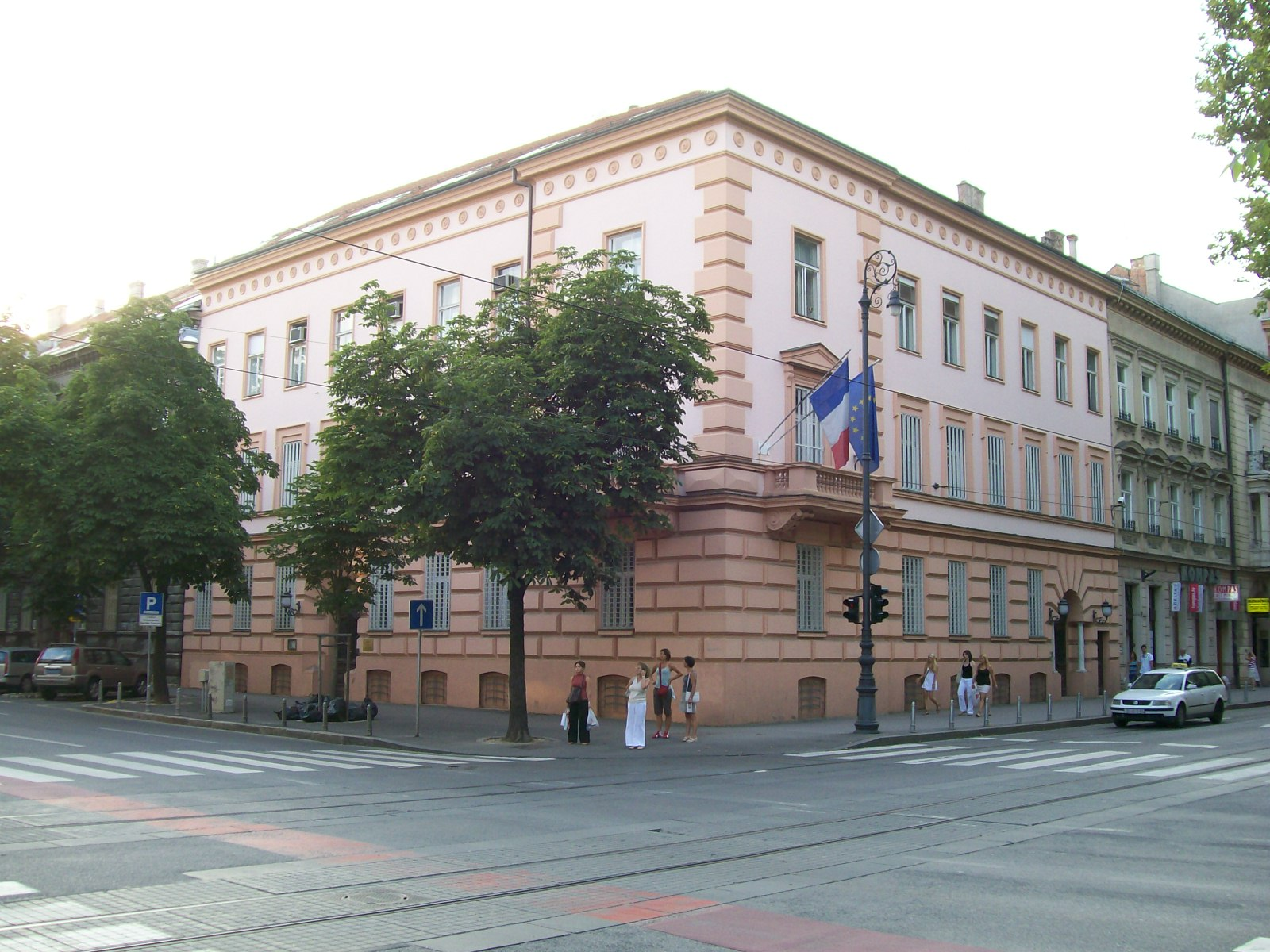
Посольство Франції
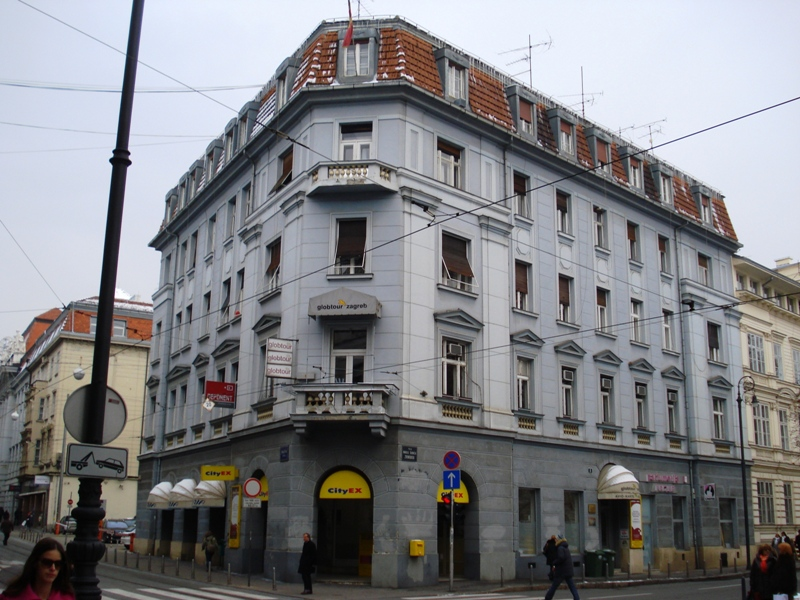
Посольство Чорногорії
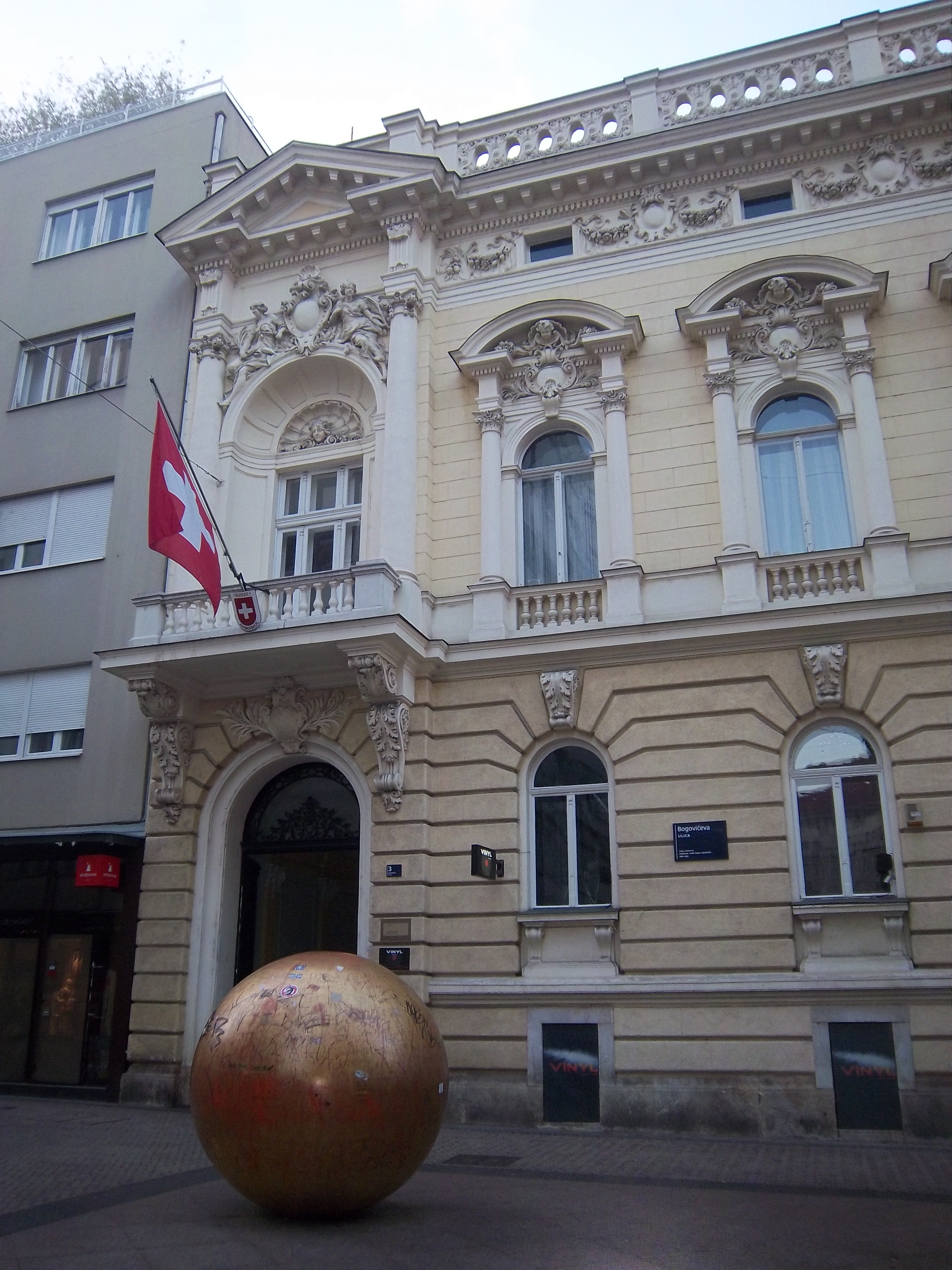
Посольство Швейцарії
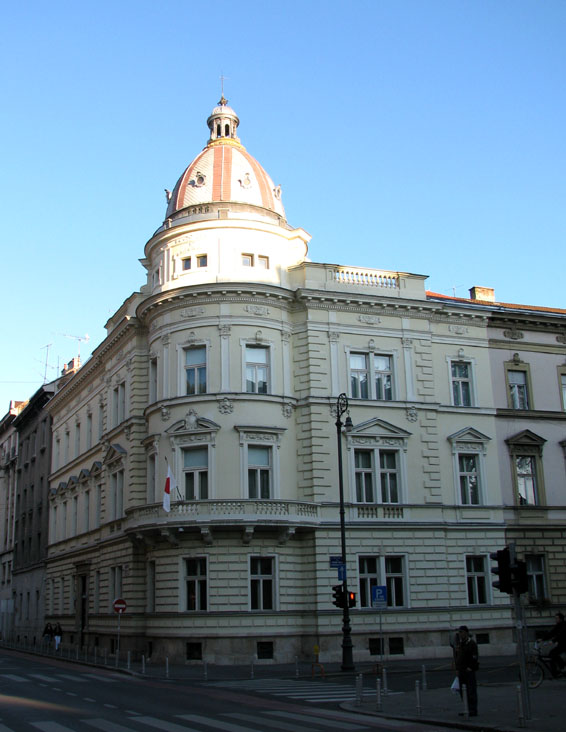
Посольство Японії